# Neunkirchen (Siegerland)
Neunkirchen is een plaats en gemeente in de Duitse deelstaat Noordrijn-Westfalen, gelegen in de Kreis Siegen-Wittgenstein. De gemeente Neunkirchen telt 13.075 inwoners (31 december 2020) op een oppervlakte van 39,60 km².
Bad Berleburg · Bad Laasphe · Burbach · Erndtebrück · Freudenberg · Hilchenbach · Kreuztal · Netphen · Neunkirchen · Siegen · Wilnsdorf